# Heliodoxa rubinoides
El brillante pechigamuza (Heliodoxa rubinoides), también denominado diamante pechigamuza (en Colombia), colibrí de vientre ocre, heliodoxa leonado (en Colombia), brillante pechianteado (en Ecuador) o brillante de pecho anteado (en Perú), es una especie de ave apodiforme de la familia Trochilidae —los colibríes— perteneciente al género Heliodoxa. Es nativo de regiones andinas del noroeste y centro oeste de América del Sur.

## Distribución y hábitat
Se distribuye a lo largo de la cordillera de los Andes, desde el noroeste de Colombia, por las tres cadenas andinas de este país, hacia el sur por ambas pendientes de Ecuador y por la pendiente oriental hasta el sureste de Perú. Registrado también en el centro de Bolivia.
Esta especie es considerada de rara a poco común y local en sus hábitats naturales: el interior de selvas húmedas de montaña y el bosque nuboso, con menos frecuencia en los bordes, en elevaciones de más de 1000 m s. n. m., preferentemente entre los 1800 y 2600 m de altitud.

## Descripción

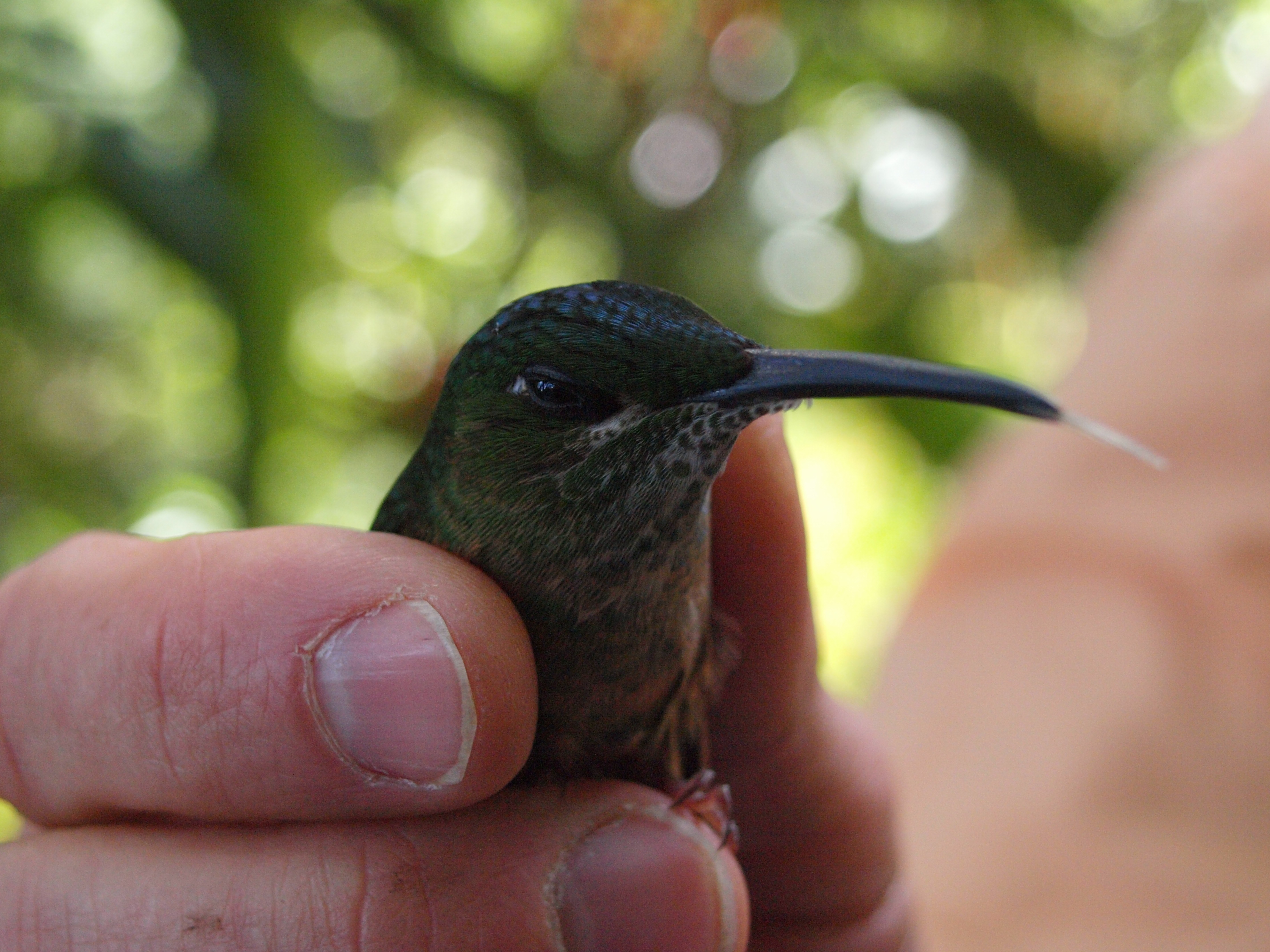
Detalle del pico

Mide en promedio 11,2 cm longitud. Su pico es ligeramente curvado y mide 23 mm de largo. Las partes superiores del macho son de color verde brillante; las inferiores ante canela; la garganta y lados del pecho tienen discos verdes; la cola es verde cobrizo. El macho presenta un parche rosa topacio o lila en el centro de la baja garganta.

## Alimentación
Se alimenta principalmente del néctar de flores con gran contenido de azúcar. Extiende su lengua y lame el néctar aproximadamente trece veces por segundo. También se alimenta de insectos y arañas; atrapa las presas en vuelo o en las ramas y telarañas.

## Reproducción
El macho corteja a la hembra volando frente a ella en "U" y la abandona después del apareamiento. La hembra construye el nido en arbustos, matorrales o árboles, en forma de taza, usando fibras vegetales para la estructura y el musgo para el camuflaje. Pone normalmente dos huevos blancos que incuba durante doce días. Los pichones abandonan el nido a los veinte días.

## Sistemática

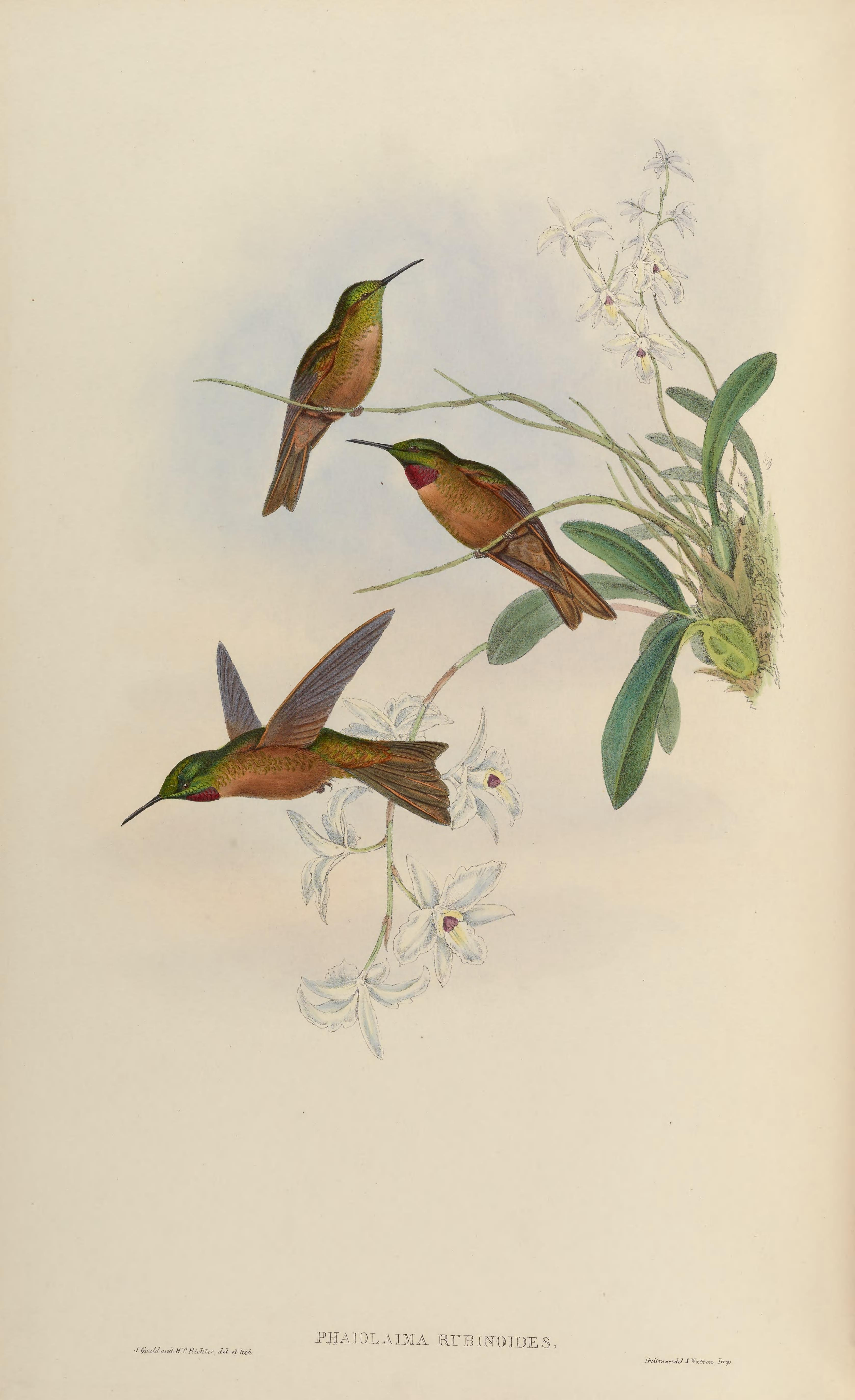
Phaiolaima rubinoides, sinónimo de Heliodoxa rubinoides, ilustración de Gould y Richter en A monograph of the Trochilidae, or family of humming-birds 4, 1861.

### Descripción original
La especie H. rubinoides fue descrita por primera vez por los ornitólogos franceses Jules Bourcier y Étienne Mulsant en 1846 bajo el nombre científico Trochilus rubinoides; su localidad tipo es: «Colombia».

### Etimología
El nombre genérico femenino «Heliodoxa» se compone de las palabras del griego «hēlios» que significa ‘sol’, y «doxa» que significa ‘gloria’, ‘magnificencia’; y el nombre de la especie «rubinoides», es una combinación del nombre específico Trochilus rubineus (sinónimo de Heliodoxa rubricauda) y de la palabra del griego «oidēs» que significa ‘que se parece’, ‘semejante’.

### Taxonomía
La subespecie descrita Phaiolaima rubinoides annae Stolzmann, 1926 se considera indistinguible de la subespecie cervinigularis.

### Subespecies
Según las clasificaciones del Congreso Ornitológico Internacional (IOC) y Clements Checklist/eBird se reconocen tres subespecies, con su correspondiente distribución geográfica:
- Heliodoxa rubinoides rubinoides (Bourcier & Mulsant), 1846 – Andes centrales y orientales de Colombia.
- Heliodoxa rubinoides aequatorialis (Gould), 1860 – Andes occidentales en Colombia (Antioquia) al sur por la pendiente occidental hasta Ecuador (desde Pichincha hasta El Oro y oeste de Loja).
- Heliodoxa rubinoides cervinigularis (Salvin), 1892 – pendiente oriental de los Andes en Ecuador (principalmente en Sucumbíos hasta el oeste de Napo) y Perú (principalmente en Pasco, Huánuco, Junín y Cuzco); registrada en el norte de Cochabamba, en el centro de Bolivia.